# Балка Богуніва
Ба́лка Богуніва (рос. Б. Богунова; б. Богунова) — балка (річка) в Україні у Нововодолазькому районі Харківської області. Права притока річки Берестової (басейн Чорного моря).

## Опис
Довжина балки — 6,6 км, найкоротша відстань між витоком і гирлом — 5,75 км, коефіцієнт звивистості річки — 1,08. Формується декількома балками та загатами. На деяких ділянках балка пересихає.

## Розташування
Бере початок на південній стороні від села Гуляй Поле. Тече переважно на південний захід і в селі Охоче впадає в річку Берестову, праву притоку Орелі.

## Притоки
- Яр Сухий — ліва притока<ref name="Военно-топографическая карта Российской Империи">

## Цікаві факти
- У XIX столітті на балці в селі Охоче існувало багато вітряних млинів[1], а у минулому столітті — водокачка та газова свердловина[2].